# 島根県道249号八重垣神社八雲線
島根県道249号八重垣神社八雲線（しまねけんどう249ごう やえがきじんじゃやくもせん）は、島根県松江市を通る一般県道である。

## 概要
松江市佐草町から松江市八雲町熊野に至る。

### 路線データ
- 起点：島根県松江市佐草町（八重垣神社付近、島根県道246号八重垣神社線・島根県道247号八重垣神社竹矢線起点）
- 終点：島根県松江市八雲町熊野（島根県道53号大東東出雲線交点）

## 歴史
- 1995年（平成7年）4月4日 - 島根県告示341号により認定される。

## 地理

### 通過する自治体
- 島根県
  - 松江市

### 交差する道路
| 交差する道路                                            | 交差する場所 | 交差する場所 |
| ------------------------------------------------------- | ------------ | ------------ |
| 島根県道246号八重垣神社線 島根県道247号八重垣神社竹矢線 | 佐草町       | 起点         |
| 島根県道53号大東東出雲線                                | 八雲町熊野   | 終点         |

### 沿線
- 八重垣神社